# Liste von Kraftwerken in Panama
Die Kraftwerke in Panama werden sowohl auf einer Karte als auch in Tabellen (mit Kennzahlen) dargestellt.

## Installierte Leistung und Jahreserzeugung
Im Jahre 2014 lag Panama bzgl. der jährlichen Erzeugung mit 9 Mrd. kWh an Stelle 105 und bzgl. der installierten Leistung mit 2.700 MW an Stelle 101 in der Welt.

## Kalorische Kraftwerke
| Name des Kraftwerks | Inst. Leistung (MW) | Brennstoff | Status     |
| ------------------- | ------------------- | ---------- | ---------- |
| 9 de Enero          | 160                 | GuD        | in Betrieb |
| Bahia las Minas     | 120                 | Kohle      | in Betrieb |

## Wasserkraftwerke
| Name des Kraftwerks | Inst. Leistung (MW) | Fluss          | Status     |
| ------------------- | ------------------- | -------------- | ---------- |
| Baitun              | 85                  | Chiriquí Viejo | in Betrieb |
| Bajo de Mina        | 56                  | Chiriquí Viejo | in Betrieb |
| Bayano              | 260                 | Bayano         | in Betrieb |
| Changuinola         | 223                 | Changuinola    | in Betrieb |
| Esti                | 120                 | Chiriquí       | in Betrieb |
| Fortuna             | 300                 | Chiriquí       | in Betrieb |
| Gatun               | 22                  | Chagres        | in Betrieb |
| La Estrella         | 47                  | Río Caldera    | in Betrieb |
| Los Valles          | 54                  | Río Caldera    | in Betrieb |
| Madden              | 36                  | Chagres        | in Betrieb |

## Windparks
Laut The Wind Power waren in Panama Ende 2016 Windkraftanlagen (WKA) mit einer Gesamtleistung von 270 MW in Betrieb, in Bau oder geplant. Mit Stand Juli 2017 sind in Panama 4 Windparks erfasst (z. T. handelt es sich dabei aber entweder um einzelne WKA oder um geplante Windparks).
| Name des Windparks | Inst. Leistung (MW) | Anzahl | Status     |
| ------------------ | ------------------- | ------ | ---------- |
| Penonomé           | 270                 | 108    | in Betrieb |